# Distrikt Santiago de Chilcas
Der Distrikt Santiago de Chilcas liegt in der Provinz Ocros in der Region Ancash in West-Peru. Der Distrikt wurde am 19. November 1958 gegründet. Er hat eine Fläche von 88,7 km². Beim Zensus 2017 wurden 445 Einwohner gezählt. Im Jahr 1993 betrug die Einwohnerzahl 439, im Jahr 2007 423. Die Distriktverwaltung befindet sich in der 3657 m hoch gelegenen Ortschaft Santiago de Chilcas mit 316 Einwohnern (Stand 2017). Santiago de Chilcas liegt 5 km südöstlich der Provinzhauptstadt Ocros.

## Geographische Lage
Der Distrikt Santiago de Chilcas liegt in der peruanischen Westkordillere zentral in der Provinz Ocros. Die entlang der südlichen Distriktgrenze verlaufende Quebrada Caurajin entwässert das Areal zum Río Ocros.
Der Distrikt Santiago de Chilcas grenzt im äußersten Südwesten an den Distrikt Cochas, im Westen und im Norden an den Distrikt Ocros, im äußersten Nordosten an den Distrikt San Cristóbal de Raján sowie im Süden an den Distrikt Acas.

## Ortschaften im Distrikt
Neben dem Hauptort gibt es folgende weitere Ortschaften im Distrikt:
- La Merced
- Punguash
- Santo Toribio de Cochapampa